# Aloe silicicola
Aloe silicicola é uma espécie de liliopsida do gênero Aloe, pertencente à família Asphodelaceae.